# Ognjen Stojanović
Ognjen Stojanović (Belgrád, 1996. április 27. – ) szerb válogatott vízilabdázó, a PannErgy-Miskolci Vízilabda Club játékosa.

## Eredmények

### Klubcsapattal

#### Crvena zvezda
- Szerb bajnokság: Ezüstérmes: 2017-18

#### Szolnoki Dózsa
- Magyar bajnokság: Bronzérmes: 2018-19